# Christentum in Usbekistan
Das Christentum in Usbekistan ist eine Minderheitsreligion in dem vorwiegend muslimisch geprägten Land.
Usbekistan ist nach eigenen Angaben ein säkularer Staat. Im Weltverfolgungsindex 2013 von Open Doors befindet sich Usbekistan auf Platz 16.

## Lutheraner
Kornelius Wiebe war von 1994 bis zu seinem Tod am 22. Juni 2015 Bischof der Evangelisch-Lutherischen Kirche in Usbekistan, die eine kleine Minderheit darstellt.

## Orthodoxe

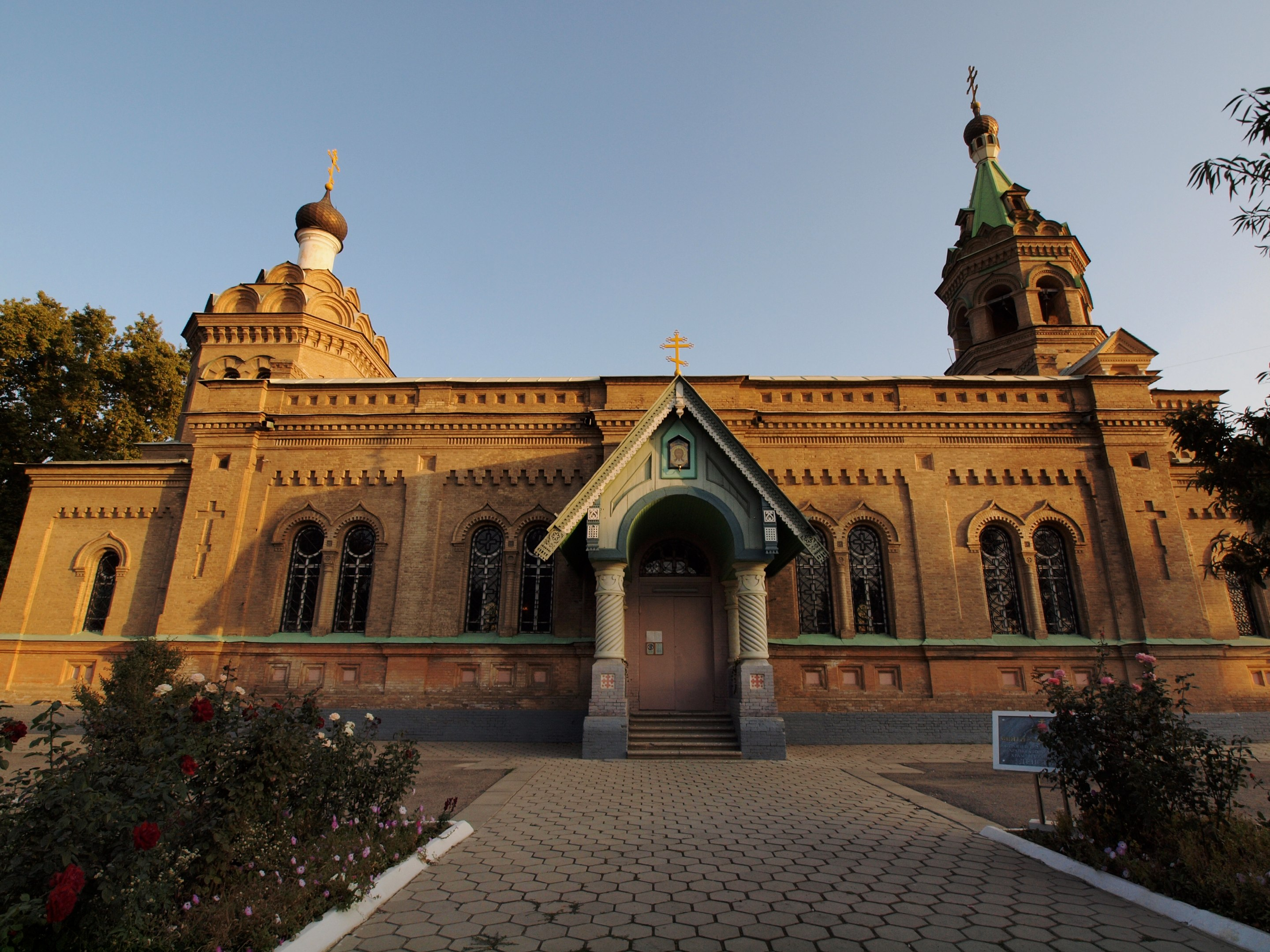
Russisch-Orthodoxe Kirche in Samarkand

Etwa 5 % der Bevölkerung des Landes gehören der orthodoxen Kirche an, die meisten davon sind Russen. In Usbekistan sind von den orthodoxen Kirchen nur die Armenisch-Apostolische Kirche und die Russisch-Orthodoxe Kirche staatlich anerkannt (Stand 2008). Die Russisch-Orthodoxe Kirche in Usbekistan, die von einem Erzbischof geleitet wird, gehört zum Gebiet der Eparchie Taschkent und Zentralasien. Diese ist 1871 entstanden und umfasst auch Tadschikistan, Turkmenistan und Kirgisistan. In Taschkent und Samarkand gibt es russisch-orthodoxe Kathedralen. Usbekistan hat 13 russisch-orthodoxe Kirchen.

## Römisch-katholische Kirche
Der römisch-katholischen Kirche in Usbekistan gehören einige wenige tausend Mitglieder an, die in fünf Pfarreien organisiert sind, die zur Apostolischen Administratur Usbekistan gehören.